# Selección de fútbol de Armenia Occidental
La selección de fútbol de Armenia Occidental  es el equipo que representa a nivel internacional Armenia Occidental. No pertenecen a la FIFA ni a la UEFA, por lo que no pueden participar en los torneos que estos organizan. Sin embargo el equipo es miembro de ConIFA.

## Historia
El órgano rector, la Federación de Fútbol de Armenia Occidental, se formó en 2015 y se unió a la Confederación de Asociaciones de Fútbol Independientes (ConIFA) el 1 de junio de ese año.  El primer juego del equipo se jugó el 6 de enero de 2016, cuando el seleccionado de Armenia Occidental  jugó contra el Olympique de Marsella, el equipo de reserva del principal club de fútbol francés. Vahagn Militosyan anotó ambos goles en una derrota por 3-2.
10 días después del primer juego del equipo, Armenia Occidental fue seleccionado en la 3.ª AGM de ConIFA para ser uno de los 12 participantes en la Copa Mundial de Fútbol de ConIFA de 2016, que se celebró en Abjasia en mayo y junio. En el sorteo de la competencia, el equipo fue seleccionado en el Grupo A junto con los anfitriones y las Islas Chagos. El primer Partido de Armenia occidental, contra las Islas Chagos, terminó con el equipo que infligió un récord de 12-0 a los Chagosianos, antes de caer 1-0 ante Abjasia en el último partido de grupo. Sin embargo, esto fue suficiente para que el equipo calificara para los cuartos de final donde jugaron contra Panjab.

## Desempeño em competiciones

### Copa Mundial de ConIFA
| Año   | Posición         | PJ               | PG               | PE               | PP               | GF               | GC               |
| ----- | ---------------- | ---------------- | ---------------- | ---------------- | ---------------- | ---------------- | ---------------- |
| 2014  | No participó     | No participó     | No participó     | No participó     | No participó     | No participó     | No participó     |
| 2016  | 7.º              | 5                | 1                | 1                | 3                | 14               | 7                |
| 2018  | 7.º              | 6                | 3                | 1                | 2                | 12               | 8                |
| 2020  | Evento cancelado | Evento cancelado | Evento cancelado | Evento cancelado | Evento cancelado | Evento cancelado | Evento cancelado |
| Total | 2/4              | 11               | 4                | 2                | 5                | 26               | 15               |

### Copa Europa de ConIFA
| Año   | Posición         | PJ               | PG               | PE               | PP               | GF               | GC               |
| ----- | ---------------- | ---------------- | ---------------- | ---------------- | ---------------- | ---------------- | ---------------- |
| 2015  | No participó     | No participó     | No participó     | No participó     | No participó     | No participó     | No participó     |
| 2017  | No participó     | No participó     | No participó     | No participó     | No participó     | No participó     | No participó     |
| 2019  | 2.º              | 5                | 1                | 2                | 2                | 8                | 5                |
| 2021  | Evento cancelado | Evento cancelado | Evento cancelado | Evento cancelado | Evento cancelado | Evento cancelado | Evento cancelado |
| Total | 1/3              | 5                | 1                | 2                | 2                | 8                | 5                |

## Partidos

### Copa Mundial de ConIFA
| Fecha              | Estadio                    | Lugar                  | Rival             | Resultado      |
| ------------------ | -------------------------- | ---------------------- | ----------------- | -------------- |
| 30 de mayo de 2016 | Estadio Dinamo             | Sujumi, Abjasia        | Islas Chagos      | 12-0           |
| 31 de mayo de 2016 | Estadio Dinamo             | Sujumi, Abjasia        | Abjasia           | 0-1            |
| 2 de junio de 2016 | Estadio Dinamo             | Sujumi, Abjasia        | Panjab            | 2-3            |
| 3 de junio de 2016 | Estadio Dinamo             | Sujumi, Abjasia        | Kurdistán         | 0-0 (pen. 6-5) |
| 4 de junio de 2016 | Daur Akhvlediani Stadium   | Gagra, Abjasia         | Laponia           | 0-3            |
| 31 de mayo de 2018 | Colston Avenue             | Carshalton, Inglaterra | Coreanos en Japón | 0-0            |
| 2 de junio de 2018 | Arbour Park                | Slough , Inglaterra    | Panjab            | 1-0            |
| 3 de junio de 2018 | Queen Elizabeth II Stadium | Enfield , Inglaterra   | Cabilia           | 4-0            |
| 5 de junio de 2018 | Hayes Lane                 | Bromley, Inglaterra    | País Székely      | 0-4            |
| 7 de junio de 2018 | Hayes Lane                 | Bromley, Inglaterra    | Cascadia          | 0-4            |
| 9 de junio de 2018 | Coles Park                 | Haringey, Inglaterra   | Barāwe            | 7-0            |

### Copa Europa de ConIFA
| Fecha              | Estadio              | Lugar               | Rival          | Resultado |
| ------------------ | -------------------- | ------------------- | -------------- | --------- |
| 2 de junio de 2019 | Avakyan Arena        | Xocavənd, Artsaj    | Osetia del Sur | 1-2       |
| 3 de junio de 2019 | Askeran City Stadium | Askeran, Artsaj     | País Székely   | 5-0       |
| 4 de junio de 2019 | Estadio Stepanakert  | Stepanakert, Artsaj | Padania        | 1-1       |
| 6 de junio de 2019 | Estadio Stepanakert  | Stepanakert, Artsaj | Abjasia        | 1-1 (3-0) |
| 9 de junio de 2019 | Estadio Stepanakert  | Stepanakert, Artsaj | Osetia del Sur | 0-1       |